# Péninsule du Dauphin
Péninsule du Dauphin är en halvö i provinsen Québec i Kanada. Den ligger ungefär mitt i provinsen, i södra delen av regionen Nord-du-Québec. Den 33 km långa halvön ligger (tillsammans med Péninsule du Fort Dorval) mellan sjöarna Lac Mistassini och Lac Albanel.
Sjön är namngiven efter den franske tronföljaren (Dauphin) Ludvig av Frankrike (1729–1765).